# Gaston Vasseur
Gaston Vasseur  (* 1904 in Nibas; † 25. Januar 1971) war ein französischer Autor, Romanist, Dialektologe, Lokalhistoriker, Lexikograf, Grammatiker und Autor in picardischer Mundart.

## Leben und Werk
Vasseur, der in einer Schlosserei aufwuchs, wurde Volksschullehrer. Er interessierte sich früh für die Lokalgeschichte und, angeregt durch Robert Loriot, für den Dialekt seiner picardischen Heimat. Er wurde 1948 an der Sorbonne promoviert mit der Arbeit Le Patois de Nibas et de sa région. Er schrieb dreißig Jahre lang in einer Heimatzeitung eine Chronik im picardischen Dialekt und verfasste Wörterbücher und eine Grammatik des Picardischen. Als Zeitzeuge berichtete er über die deutsche Besatzung von 1940 bis 1944. 1967 gründete er in Abbeville den Verein der Picardisants du Ponthieu et du Vimeu (Picardischsprecher des Ponthieu und des Vimeu). In Feuquières-en-Vimeu ist eine Schule nach ihm benannt.

## Werke
- Histoire d'un village picard. Nibas et ses annexes, Méricourt-Ribemont 1929.
  - Nibas et ses annexes depuis les temps les plus reculés jusqu'à nos jours, Paris, Livre d’histoire, 2004.
- Lexique serrurier du Vimeu, Lille/Genf, Giard/Droz, Paillart, 1950 (Einführung von Charles Bruneau).
- Proverbes et dictons des parlers vimeusiens, Arras, Archives, 1960.
- Dictionnaire des parlers picards du Vimeu (Somme), avec considération spéciale du dialecte de Nibas, Amiens, Musée de Picardie, 1963 (691 Seiten); Fontenay-sous-Bois, SIDES, 1998 (816 Seiten).
- Lexique picard du cleftier de Dargnies, Abbeville, Paillart, 1969.
- Grammaire des parlers picards du Vimeu (Somme), avec considération spéciale du dialecte de Nibas, Abbeville, Paillart, 1996 (142 Seiten).

### Zeitzeuge
- Sous la botte, Abbeville, Paillart, 1945.
- De mon temps, Abbeville, Duclerq, 1965.
- Vingt-cinq ans après, Abbeville, Lafosse, 1965.
- Évocations, Abbeville, Duclerq, 1968.
- Lettes a min cousin Polyte, Abbeville, Paillart, 2002 (Sammelschrift, Dialekttexte in pikardischem Dialekt, 945 Seiten).